# Пивоваров, Виктор Дмитриевич
Ви́ктор Дми́триевич Пивова́ров (настоящее имя Вита́лий; род. 14 января 1937, Москва) — советский и чешский художник, представитель «неофициального» искусства, один из основоположников московского концептуализма.

## Биография

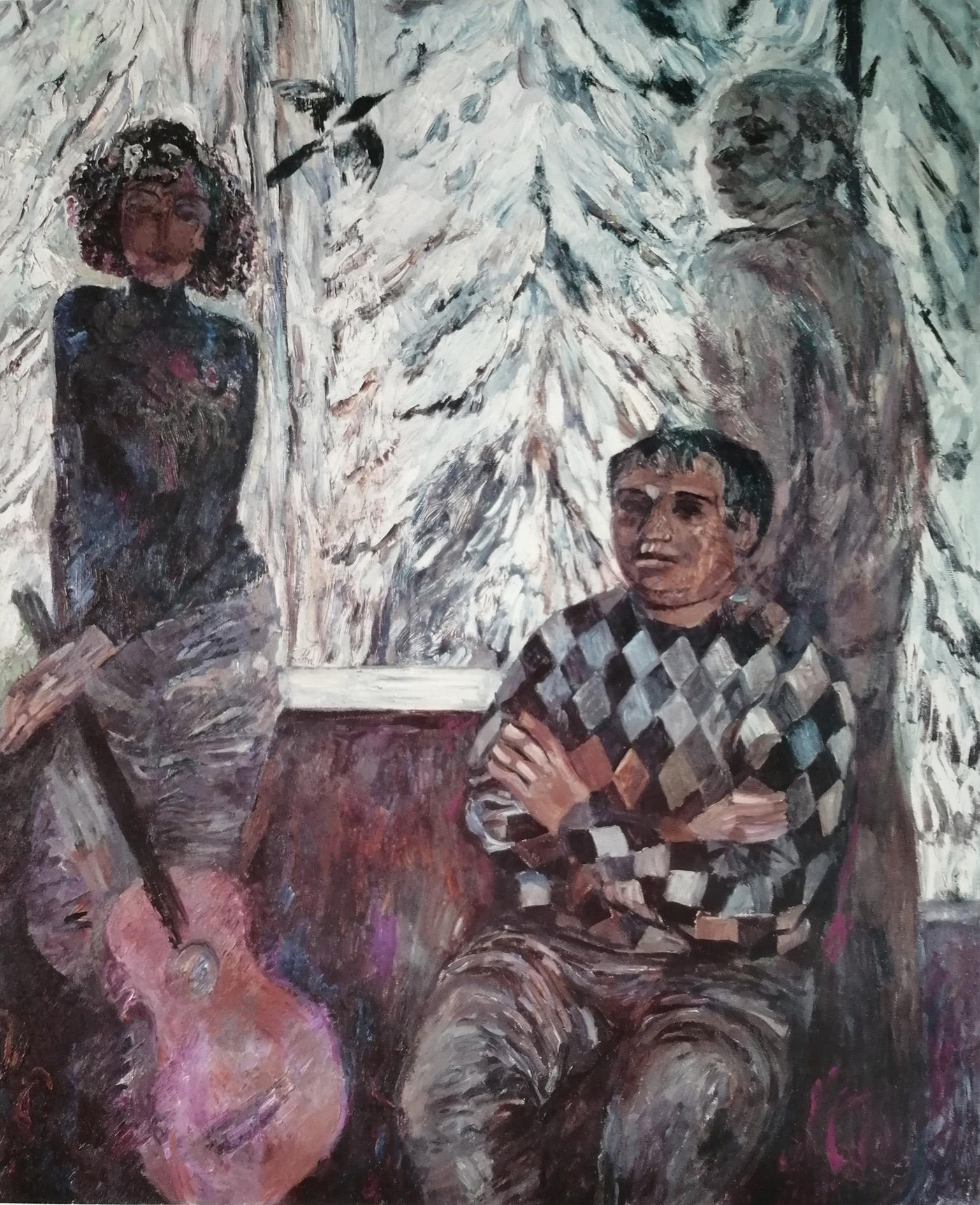
И. Вышеславская. Сенеж. Автопортрет с Виктором Пивоваровым и Эдуардом Гороховским. 1975 год

Родился в еврейской семье, рос без отца. В начале войны был с матерью Софией Евгеньевной Пивоваровой эвакуирован в Алькеевский район Татарской АССР. По словам самого художника, первое художественное произведение сделал в пять лет: «Мы были с мамой в эвакуации в глухой деревне в Татарии. Три дня на санях от железной дороги. Ни радио, ни электричества. На задворках я нашел несколько лоскутов, выстирал их и выгладил, скроил из них платьице и нарядил в них деревянную чурку. Смастерил себе куклу от одиночества. Я и сейчас такой же. Сущность моих занятий искусством не изменилась».
В 1951—1957 годах учился в Московском художественно-промышленном училище им. М. И. Калинина, после чего неудачно пытался поступить в Московский государственный академический художественный институт им. В. И. Сурикова.
В 1957—1962 годах учился в Московском полиграфическом институте, где познакомился с Павлом Кориным, учеником которого стал. Однако вскоре их творческие контакты прервались, о чём сам Пивоваров писал: «Художник он значительный, но искал я совсем другое. Не годился он мне в учителя».
В 1963 году познакомился со своей будущей женой Ириной Пивоваровой. Вместе они подготовили и выпустили такие детские книги, как «Всех угостила», «Паучок и лунный свет», «Тихое и звонкое», «Тик и так», «Два очень смелых кролика» и другие. Ирина выступала как автор стихов и сказок, а Виктор иллюстрировал их (а также «взрослую» лирику Пивоваровой: «Слова», «Яблоко», «Разговоры и миниатюры»).
В 1966 году у Виктора и Ирины родился сын Павел.
В издательстве «Детская литература» Пивоваров познакомился с представителями «Лианозовской группы» — Игорем Холиным и Генрихом Сапгиром, а через них — с Овсеем Дризом и Ильёй Кабаковым. В 1967 году благодаря Давиду Когану получил собственную мастерскую и впервые обратился к живописи: в том же году выполнил серию монотипий «Искушение Св. Антония».
В 1974 году Виктор и Ирина развелись.
В 1978 году познакомился со своей второй женой, чешским искусствоведом Миленой Славицкой. В 1982 году эмигрировал в Чехословакию, поселился в Праге.
В мае 1989 года, за полгода до Бархатной революции, открылась большая ретроспективная выставка Пивоварова в Высочанах. В 1991 году Союз художников СССР объявил открытый конкурс на художественное руководство одного из пражских выставочных залов Союза. Виктор Пивоваров, Милена Славицкая, Андриена Шимотова и Вацлав Стратил выиграли этот конкурс. Галерея получила название «Пи-Пи-Арт» (Prague Project for the Art), однако вскоре помещение было отобрано, и она прекратила своё существование.
В 1990—1997 неофициально являлся главным художником чешского журнала по современному искусству «Изобразительное искусство» (чеш.: «Výtvarné umění»), — главным редактором, а позже и издателем которого стала в 1990 году Милена Славицкая.

## Семья
- Первая жена — Ирина Пивоварова (1939—1986), русская детская писательница, иллюстратор.
  - Сын — Павел Пепперштейн, художник, критик, теоретик искусства.
- Вторая жена — Милена Славицкая, искусствовед, издатель журнала по современному искусству «Výtvarné umění».
  - Дочь — Мария Пивоварова.

## Иллюстраторская деятельность

Логотип журнала «Весёлые картинки», созданный Виктором Пивоваровым

Помимо деятельности в среде неофициального искусства Виктор Пивоваров создавал иллюстрации для детских книг: это был способ его существования, впрочем, популярный среди андерграундных художников того времени. Дебютировал в 1964 году в издательстве «Детская литература», с тех пор проиллюстрировал более 50 книг. С 1969 года иллюстрировал детский журнал «Весёлые картинки», а в 1979 году создал на основе дореволюционной конфетной обёртки «Дети-шалуны» логотип из букв-человечков, существующий с небольшими изменениями по сей день. С 1968 по 1979 иллюстрировал «Мурзилку».
Знаковой стала его работа с книгой «Необычный пешеход», выпущенной в 1965 году. Иллюстрации Пивоварова к этой книге вызвали широкий резонанс: многие обвиняли его в том, что за его простыми иллюстрациями кроются неоднозначные тайные символы. Позже сам Пивоваров признавался в том, что любил иллюстрировать детские стихи, потому что они дают свободу интерпретации текста. Благодаря этой работе он получил признание как иллюстратор, его заметили.
После переезда в Прагу в 1982 году Пивоваров не бросил иллюстрацию, время от времени он рисует для детских и взрослых книг, поддерживает переиздание своих старых книг. Уезжая в Прагу, художник обратился в издательство «Детская литература» с официальным письмом, в котором изложил просьбу оставить его в действующем резерве издательства. Она не была удовлетворена, в результате чего Пивоваров переключился на взрослую литературу: Велимира Хлебникова, Бориса Пастернака, Константина Вагинова, Даниила Хармса и Игоря Холина.

## Выставки
- 1979 — «Цвет, форма, пространство». Малая Грузинская. Москва.
- 1984 — «Рисунки и акварели». Прага, Чехословакия.
- 1987 — «Выставка иллюстраций». Музей национальной письменности. Прага, Чехословакия.
- 1988 — «Концерт» (Совместно с Ильёй Кабаковым). Люцерн, Швейцария.
- 1989 — «Образ и текст». Дом искусств. Брно, Чехословакия.
- 1989 — Ретроспективная выставка живописи 1969—1989 годов. Народный дом. Прага, Чехословакия.
- 1993 — «Метампсихоз». L-Галерея. Москва.
- 1996 — «Действующие лица». ЦСИ. Москва.
- 2004 — «Шаги механика». Государственная Третьяковская галерея. Москва.
- 2004 — «Тёмные комнаты». XL Галерея. Москва[13].
- 2006 — «Едоки лимонов». Московский музей современного искусства. Москва[14].
- 2011 — «Они». Московский музей современного искусства. Москва[4][15].
- 2015 — «Лисы и праздники». Государственный музей востока. Москва[16].
- 2016 — «Потерянные ключи». ГМИИ им. А. С. Пушкина. Москва[17].
- 2016 — «След улитки». Музей современного искусства «Гараж». Москва[18].
- 2017 — «Холин и Сапгир. На правах рукописи». Музей современного искусства «Гараж». Москва[19]
- 2017 — «Иллюстрация и галлюцинация». Музей Достоевского. Санкт-Петербург[20]
- 2018 — «Московский альбом». Мультимедиа-арт-музей, МОСКВА[21]

Работы художника хранятся в коллекциях многих музеев России и мира.

## Публикации

### Прозаические произведения
- Пивоваров В. Д. Влюблённый агент. — М.: НЛО, 2001. — 288 с. — ISBN 5-86793-152-8.
- Пивоваров В. Д. Серые тетради. — М.: НЛО, 2002. — 384 с. — ISBN 5-86793-179-X.
- Пивоваров В. Д. О любви слова и изображения. — М.: НЛО, 2004. — 140 с. — ISBN 5-86793-298-2.
- Пивоваров В. Д., Серебряная О. Утка, стоящая на одной ноге на берегу философии. — М.: НЛО, 2014—320 с.: ил. — ISBN 978-5-4448-0187-1.
- Пивоваров В. Д. Влюблённый агент. — М.: Арт Гид, 2016.

### Каталоги выставок и альбомы
- Пивоваров В. Путеводитель по выставке «След Улитки». — М.: Музей современного искусства «Гараж», 2016.
- Пивоваров В. Лисы и праздники. — М.: Государственный музей Востока, 2015.
- Пивоваров В. Философские тетради Ольги Серебряной. — Франкфурт-на-Майне: Galerie LA BRIQUE, 2011.
- Пивоваров В. Они. — М.: Московский музей современного искусства, 2011.
- Пивоваров В. АХ и ОХ. — Вологда: Библиотека Московского Концептуализма Германа Титова, 2010.
- Пивоваров В. Едоки Лимонов. — М.: Московский музей современного искусства, 2006.
- Пивоваров В. Соня и Ангелы. — Прага: Галерея Рудольфинум, 1996.
- Пивоваров В. Метампсихоз. — М.: Издательство ALBUM, 1993.